# Menziken
Menziken (schweizertyska: Mänzike) är en ort och kommun i distriktet Kulm i kantonen Aargau, Schweiz. Kommunen har 6 666 invånare (2021).